# Kröpelin
Kröpelin est une ville du Mecklembourg-Poméranie-Occidentale située dans l'arrondissement de Rostock.

## Géographie
Kröpelin est située à 12 km de la mer Baltique, entre les villes hanséatiques de Rostock et Wismar.

## Quartiers
|                                                                                |                                                            |                                                                                 |
| - Altenhagen - Boldenshagen - Brusow - Detershagen - Diedrichshagen - Einhusen | - Groß Siemen - Hanshagen - Horst - Hundehagen - Jennewitz | - Klein Nienhagen - Klein Siemen - Parchow Ausbau - Schmadebeck - Wichmannsdorf |

## Histoire
Kröpelin, a été mentionnée pour la première fois dans un document officiel en 1177 sous le nom de Crapelin.

## Personnalités liées à la ville
- Johann Gottfried Tiedemann (1803-1850), imprimeur né à Hundehagen

## Jumelages
- Hude (Allemagne) depuis 1990
- Schwarmstedt (Allemagne) depuis 1990
- Arnage (France) depuis 1999
- Włoszakowice (Pologne) depuis 2003